# 10月25日
10月25日（じゅうがつにじゅうごにち）は、グレゴリオ暦で年始から298日目（閏年では299日目）にあたり、年末まであと67日ある。

## できごと

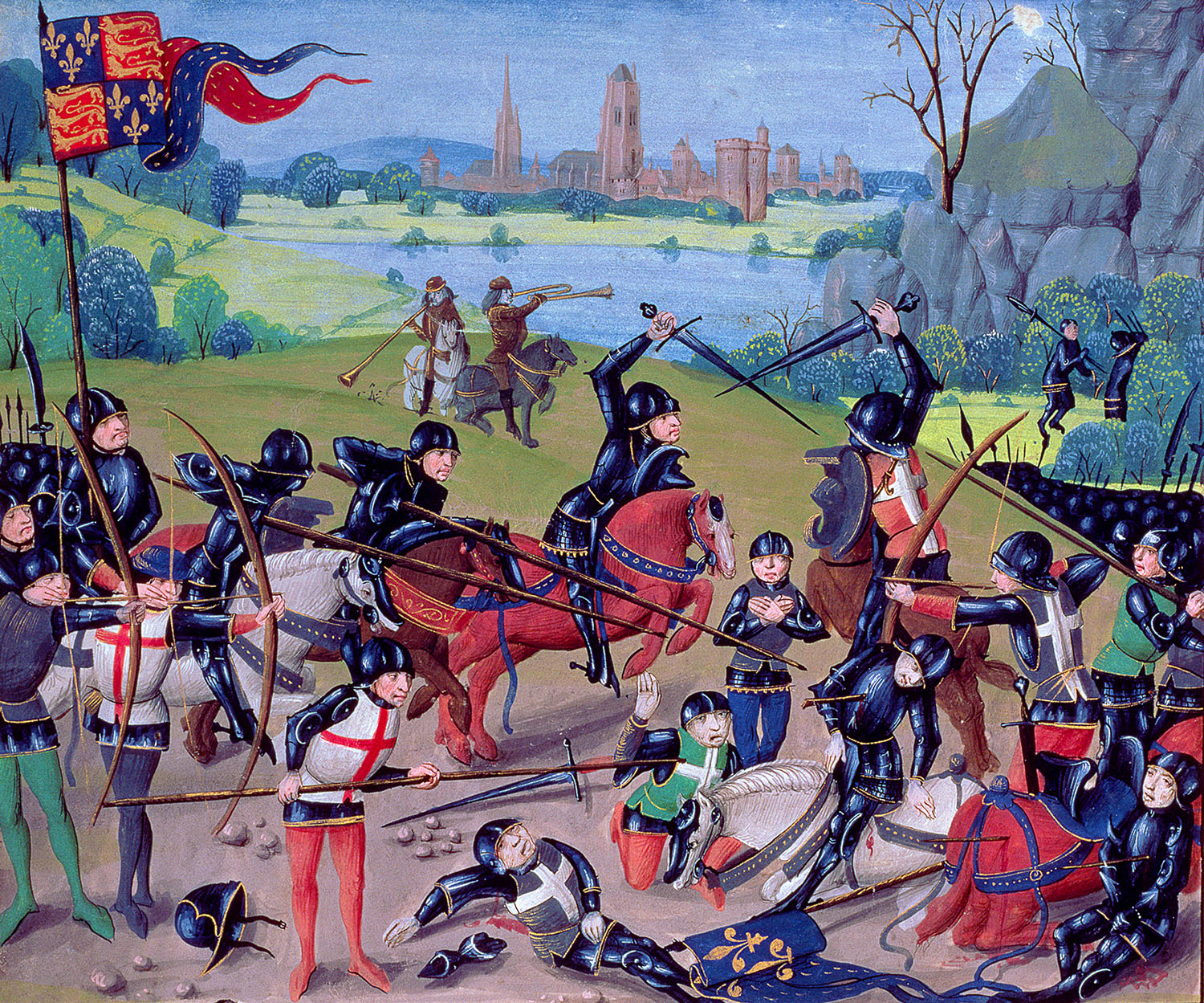
アジャンクールの戦い(1415)。長弓隊を駆使したイギリスが圧勝した。

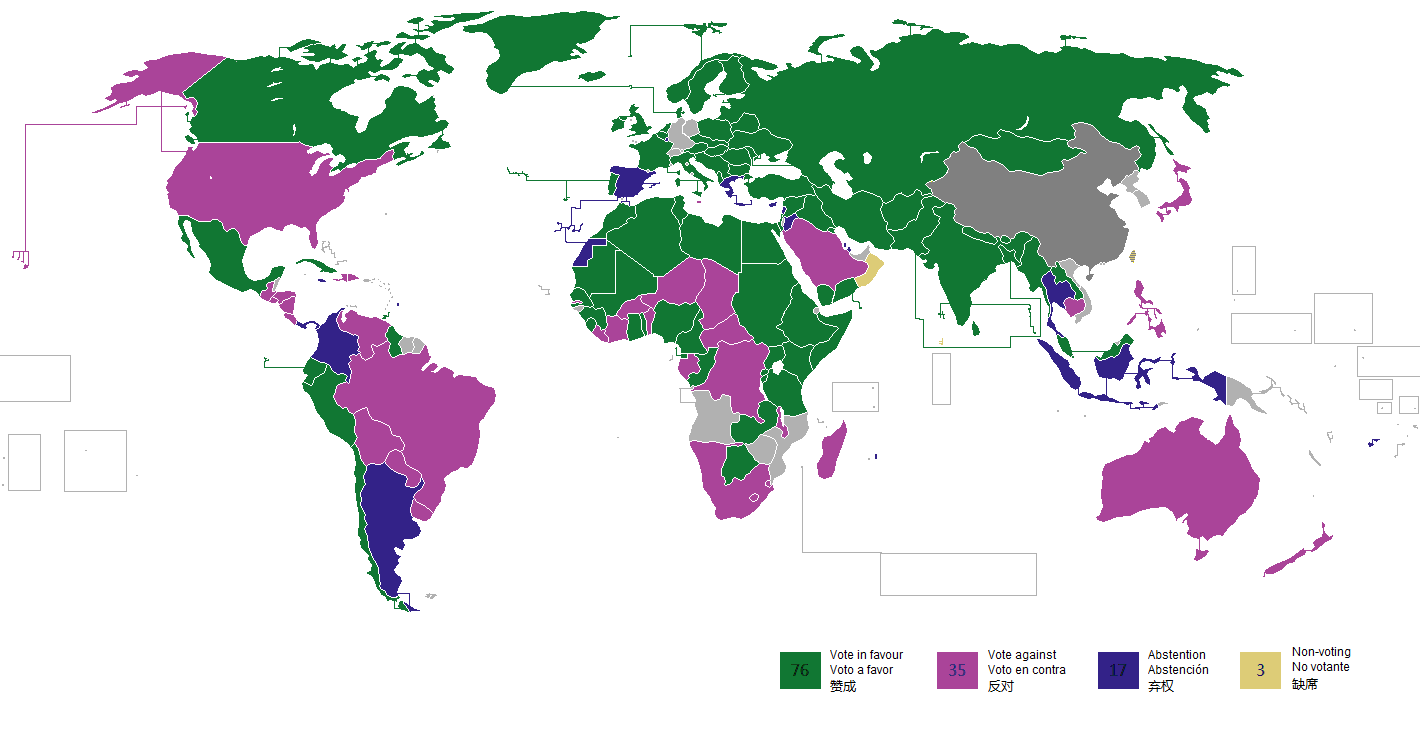
アルバニア決議(1971)。賛成76(緑)、反対35(赤)、棄権15(青)

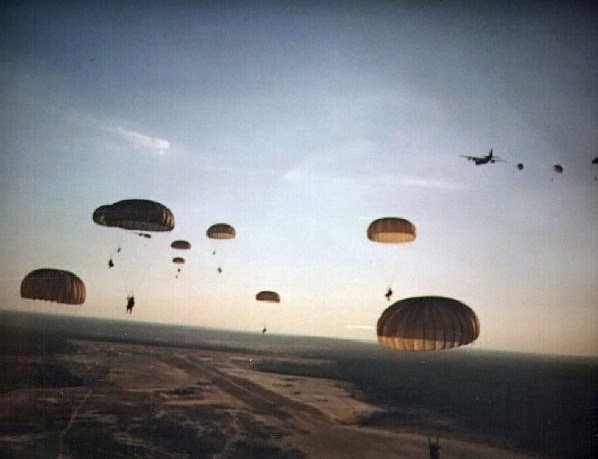
グレナダ侵攻(1983)。

- 286年 - クリスピヌスとクリスピニアヌスが殉教(サンクリスピンデーの起源)。
- 473年 - レオ1世が孫のレオ2世を東ローマ帝国のカエサルとする。
- 1147年 - レコンキスタ: リスボン攻防戦が終結。ポルトガル王国が、ムーア人の勢力下からリスボンを奪回。
- 1415年 - 百年戦争: アジャンクールの戦い。
- 1747年（ユリウス暦10月14日） - オーストリア継承戦争: 第二次フィニステレ岬の海戦
- 1760年 - ジョージ3世がグレートブリテン王に即位。
- 1854年 - クリミア戦争: バラクラヴァの戦い。
- 1880年 - 「君が代」のフランツ・エッケルトによる編曲が完成し、試演が行われる。
- 1885年 - ブラームスの交響曲第4番が初演される。
- 1907年 - 第1回文部省美術展覧会（文展）が東京都美術館で開催。
- 1924年 - 明治神宮外苑競技場が竣工。
- 1934年 - 高山本線が全通。
- 1936年 - ベルリンのラジオ局で世界初のリクエスト番組が始まる。
- 1944年 - ナチスの親衛隊全国指導者ハインリヒ・ヒムラーがエーデルヴァイス海賊団取締りのための「青少年の徒党撲滅」命令を発令。
- 1944年 - 21日より出撃した日本軍の神風特別攻撃隊による特攻作戦が本格化。
- 1945年 - 台湾光復。中華民国が日本統治下にあった台湾を編入。
- 1945年 - 日本政府が憲法問題調査委員会を設置。
- 1950年 - 朝鮮戦争に中国人民義勇軍が参戦。
- 1951年 - 1951年イギリス総選挙。ウィンストン・チャーチル率いる保守党が6年ぶりに勝利。
- 1951年 - 日本航空が、戦後初の国内民間営業を開始。1番機マーチン202型「もく星」号が就航し、東京 - 大阪 - 福岡で運航[1]。
- 1958年 - 信越放送テレビジョン放送開始。
- 1962年 - ウガンダが国際連合に加盟。
- 1962年 - バレーボール世界選手権で全日本女子チームが全勝で初優勝。東洋の魔女と呼ばれる。
- 1964年 - 池田勇人首相が病気療養のため辞意を表明。
- 1968年 - 八海事件の第三次控訴審で4人の被告全員に無罪判決。事件から17年9か月後。
- 1971年 - アルバニア決議により中華人民共和国（中国大陸）が国際連合に加盟して常任理事国となる。中華民国（台湾）は国連を脱退。
- 1971年 - 近鉄大阪線列車衝突事故が発生。
- 1973年 - 第一次オイルショック: 石油メジャー5社が原油の10%供給削減を通告。アメリカ軍が第四時中東戦争のためデフコン3を発令
- 1980年 - ハーグで国際的な子の奪取の民事上の側面に関する条約に署名。
- 1983年 - グレナダ侵攻。クーデターが発生したグレナダにアメリカ軍とカリブ海諸国軍が侵攻。
- 1985年 - むつ市5億円強奪事件。
- 1991年 - 再生資源の利用の促進に関する法律（リサイクル法）施行。
- 1992年 - リトアニア共和国憲法が国民投票で承認される。
- 1994年 - 品川医師射殺事件。
- 1997年 - コンゴ共和国で、ドニ・サスヌゲソがパスカル・リスバ大統領を追放し、自ら大統領に就任。
- 2001年 - Windows XPがリリース（OEM）。
- 2002年 - 石井紘基刺殺事件。
- 2007年 - 東京駅に商業施設「グランスタ」がオープン。
- 2007年 - エアバスA380がシンガポール航空により初めて商業飛行を開始。
- 2009年 - バグダッド連続自爆テロ事件（2009年）（英語版）: イラク法務省庁舎、バグダード州庁舎が連続で自爆テロ攻撃され、155人が死亡[2]。
- 2010年 - スマトラ島沖地震、マグニチュード7.8。
- 2012年 - 石原慎太郎が国政復帰・新党結成のため、東京都知事を辞任[3]。
- 2019年 - 令和元年10月25日の大雨。千葉県で11人、福島県で2人が死亡した。
- 2020年 - コントレイルが菊花賞に勝利し、史上8頭目の三冠馬となる。また、無敗で中央競馬クラシック三冠を制したのは2005年の父ディープインパクト以来史上3頭目。
- 2021年 - 2021年10月スーダンクーデターが発生。
- 2022年 - 英国で、トラス前首相の後任としてインド系のスナク元財務相が新首相に就任。英国史上初のアジア系首相が誕生した[4]。
- 2023年 - ルイストン銃乱射事件 (2023年)： アメリカ合衆国メイン州ルイストンで銃乱射事件が発生し、18人が死亡[5]。

## 誕生日

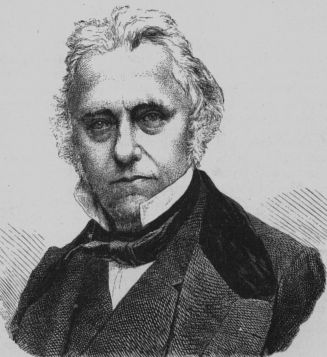
イギリスの歴史家、トーマス・マコーリー(1800-1859)誕生。進歩主義的なホイッグ史観の象徴。

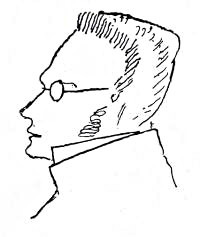
エゴイズムを唱えたドイツの哲学者、マックス・シュティルナー(1806-1856)誕生。

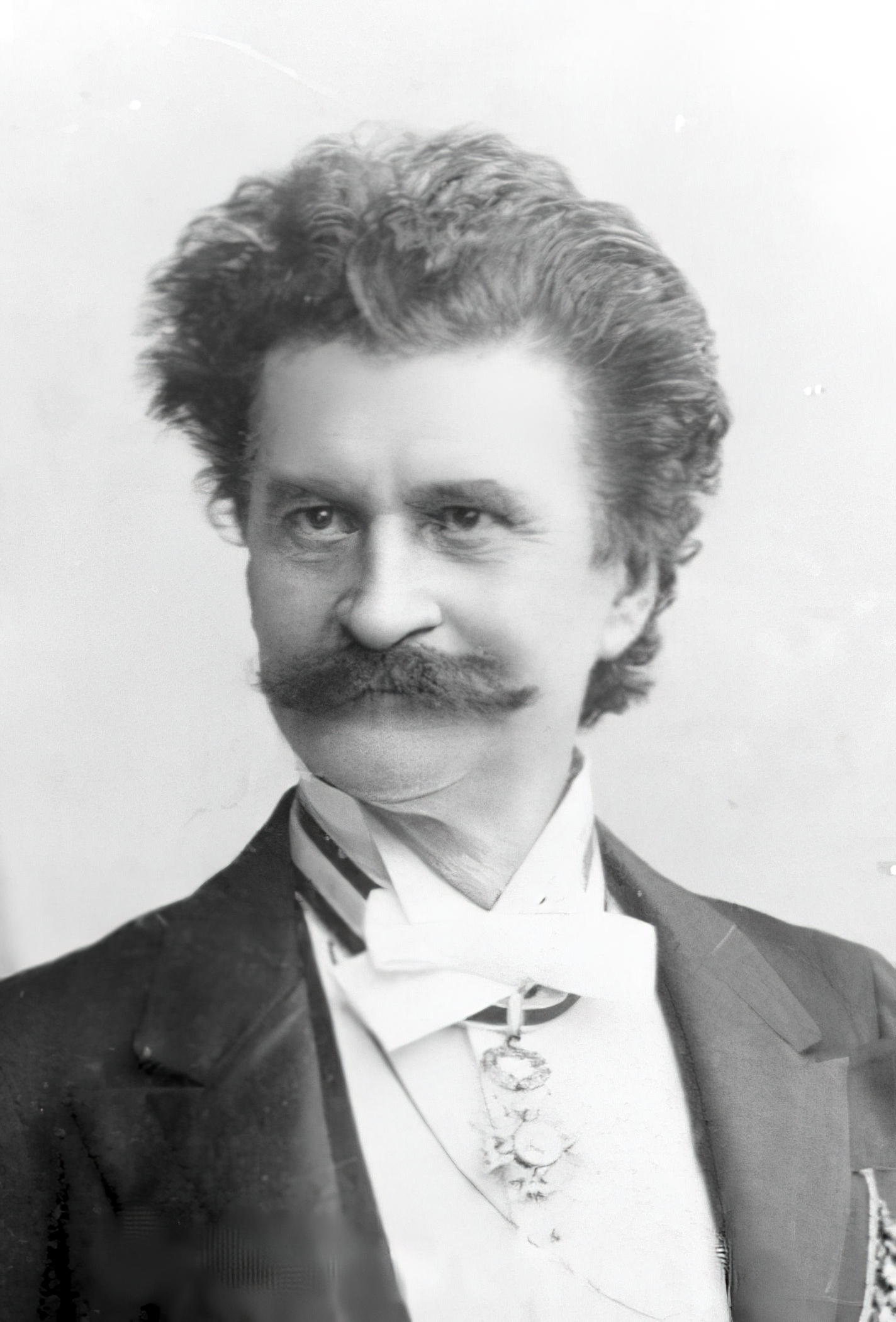
作曲家ヨハン・シュトラウス2世(1825-1899)誕生。

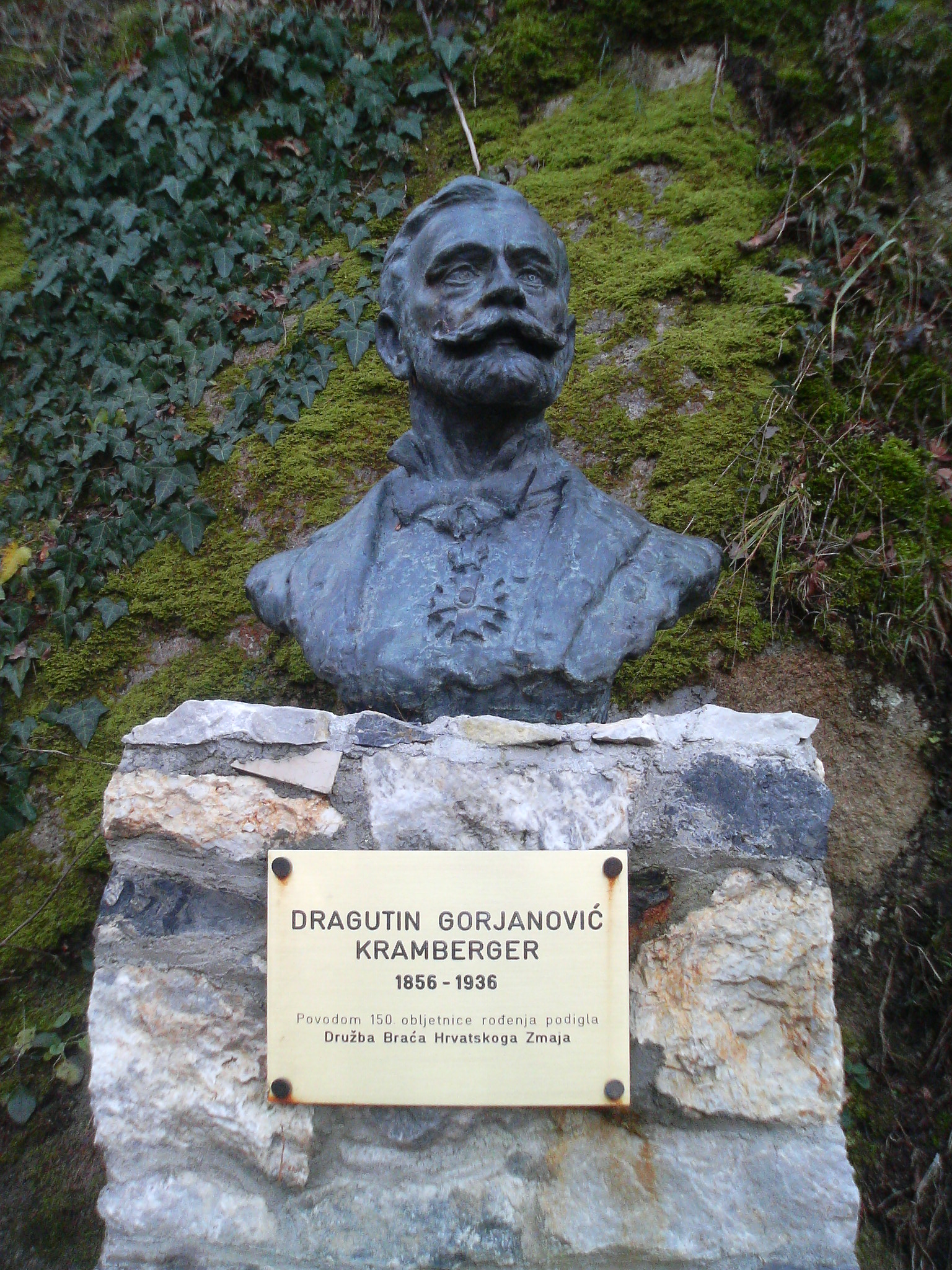
クロアチアの古生物学者、ドラグティン・ゴルヤノヴィッチ＝クランベルガー(1856-1936)誕生。クラピナのネアンデルタール人遺蹟を発見した。

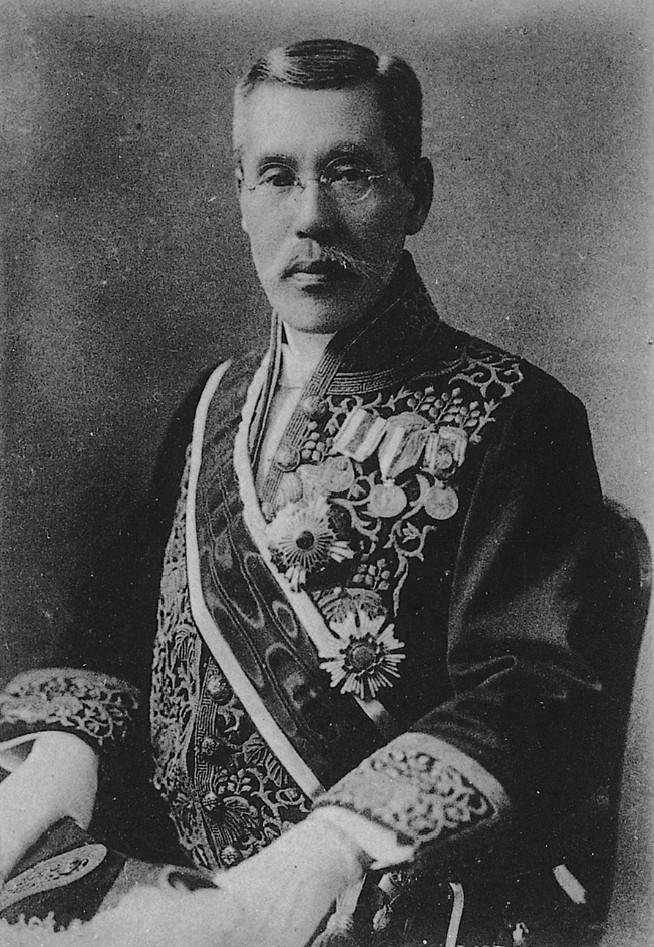
第35代内閣総理大臣平沼騏一郎(1867-1952)誕生。

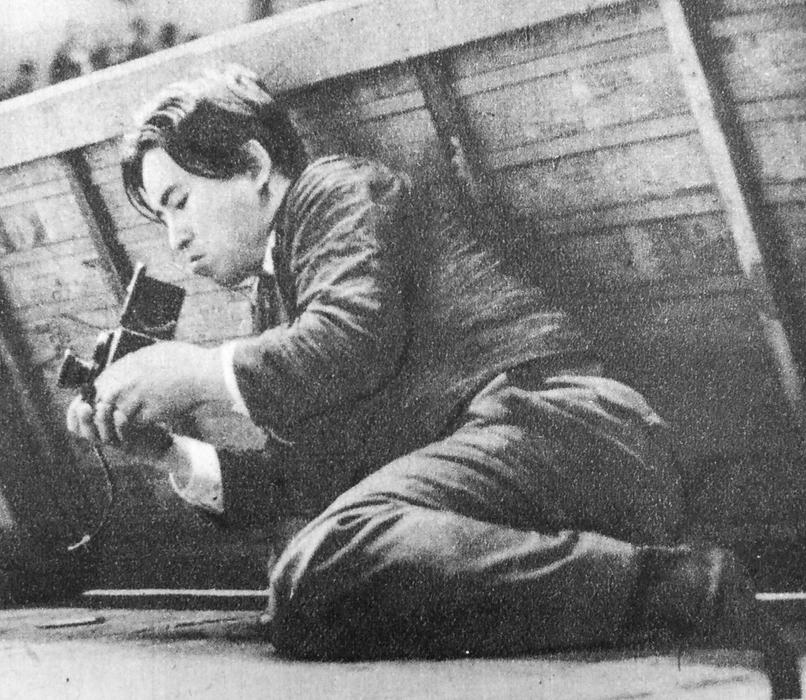
写真家土門拳(1909-1990)誕生。

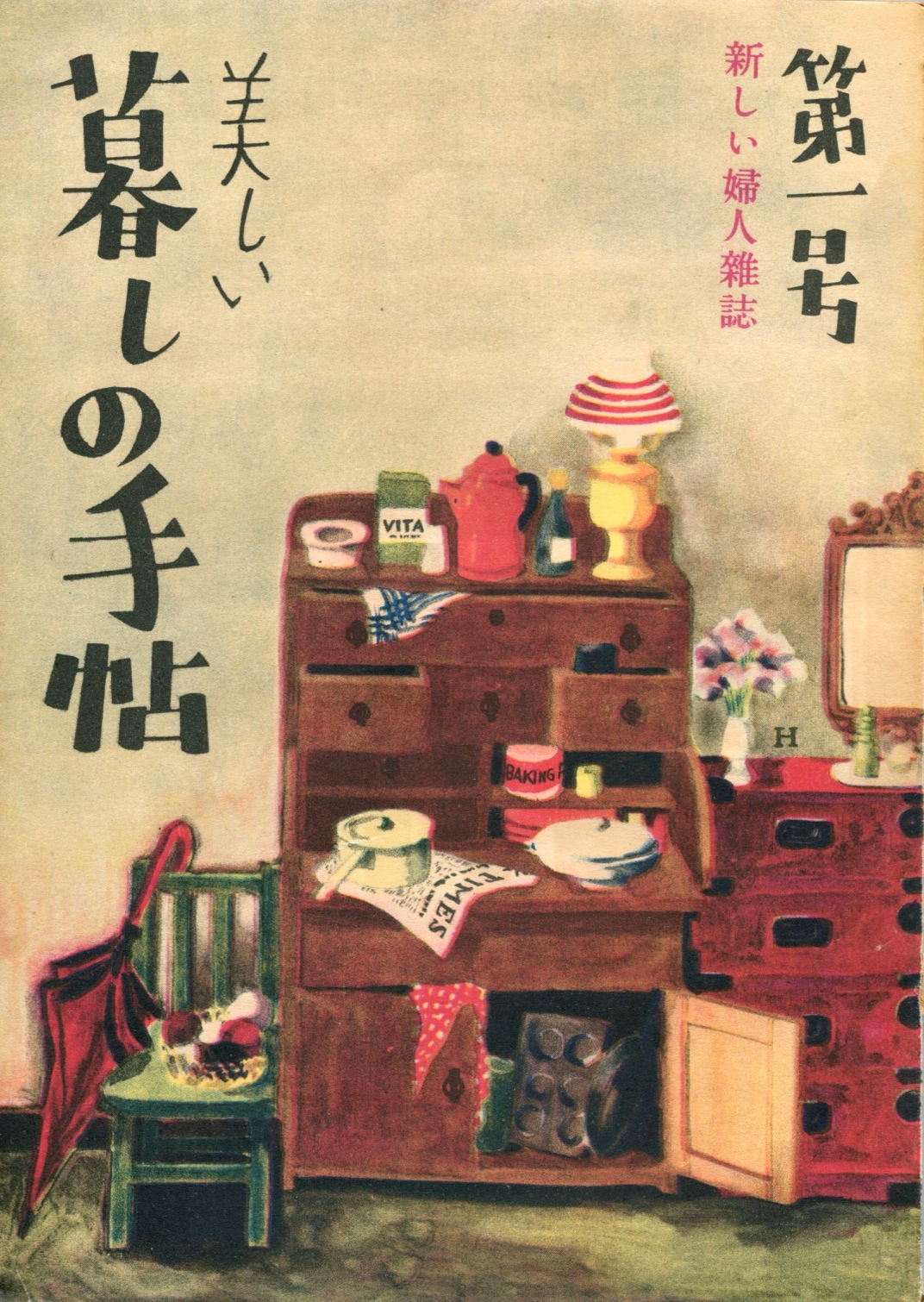
編集者花森安治(1911-1978)誕生。画像は花森が創刊した『暮しの手帖』第1号。

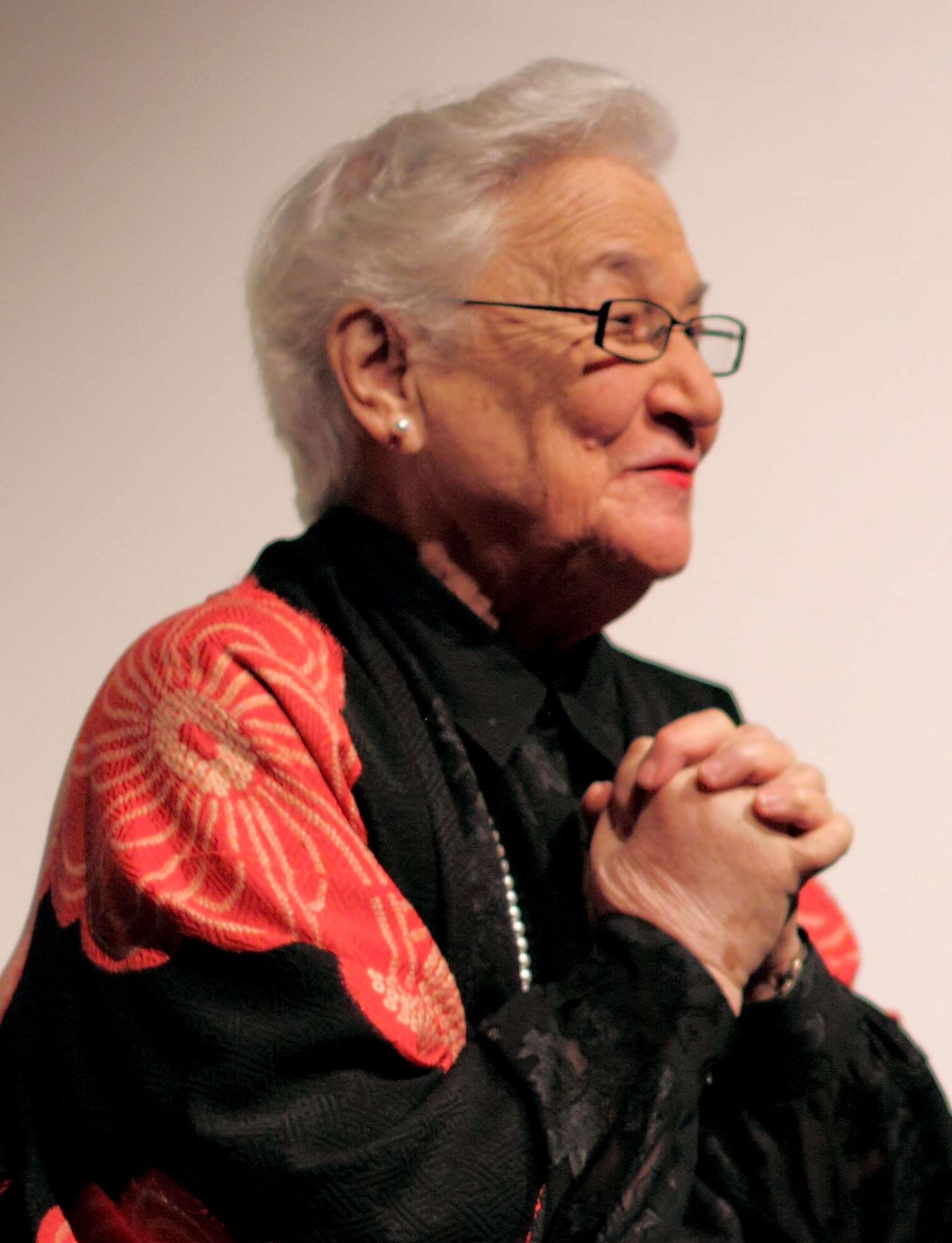
日本国憲法制定に携わったベアテ・シロタ・ゴードン(1923-2012)誕生。

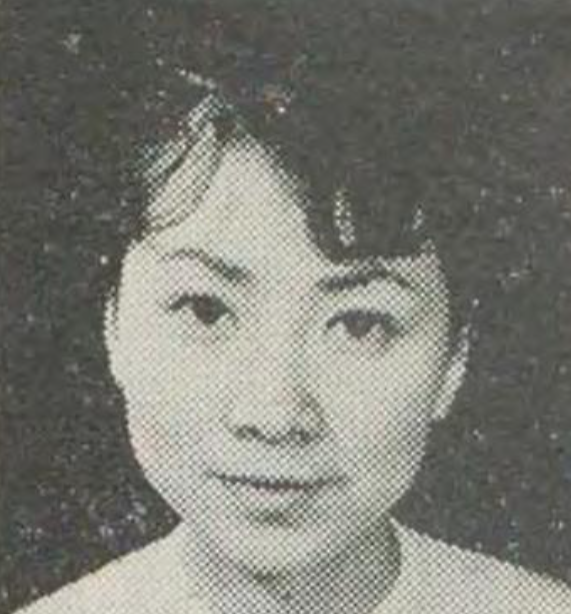
声優、野沢雅子(1936-)誕生。『ドラゴンボール』の孫悟空役で知られる。

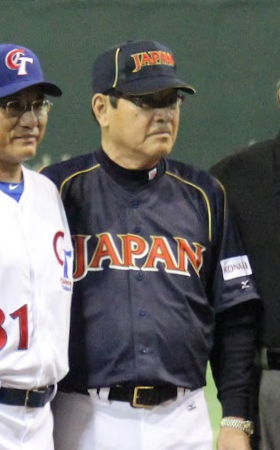
「ミスター赤ヘル」プロ野球選手山本浩二(1946-)誕生。

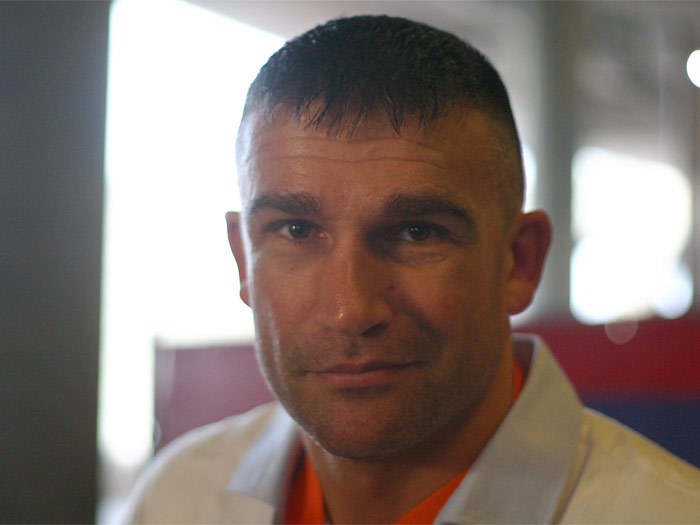
オランダのキックボクサー、ピーター・アーツ(1970-)誕生。

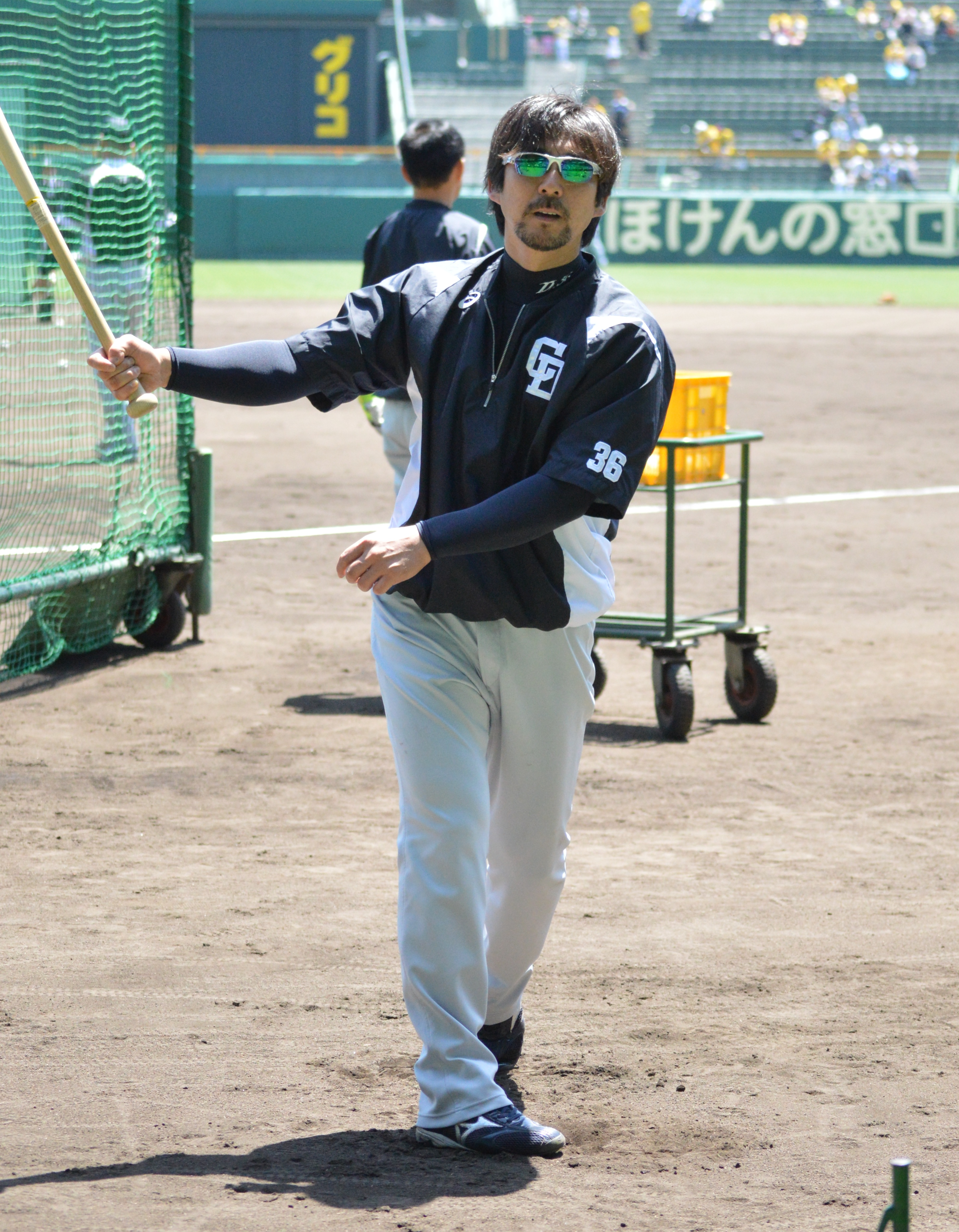
プロ野球選手小笠原道大(1973-)誕生。

- 1510年（ユリウス暦） - ルネ・ド・フランス、フェラーラ公エルコレ2世・デステの妃（+ 1574年）
- 1682年（康煕21年9月25日） - 蔡温、政治家（+ 1762年）
- 1725年（享保10年9月20日） - 木下俊能、日出藩主（+ 1748年）
- 1755年 - フランソワ・ジョゼフ・ルフェーヴル、フランス軍元帥（+ 1820年）
- 1759年 - マリア・フョードロヴナ、ロシア皇帝パーヴェル1世の皇后（+ 1828年）
- 1759年 - ウィリアム・グレンヴィル、貴族、政治家、イギリス首相（+ 1834年）
- 1767年 - バンジャマン・コンスタン、小説家、思想家、政治家（+ 1830年）
- 1779年（安永8年9月16日） - 市河米庵、書家、漢詩人（+ 1858年）
- 1782年 - リーヴァイ・リンカーン・ジュニア、マサチューセッツ州知事、アメリカ合衆国下院議員（+ 1868年）
- 1800年 - トーマス・マコーリー、歴史家、詩人、政治家（+ 1859年）
- 1806年 - マックス・シュティルナー、哲学者（+ 1856年）
- 1808年（文化5年9月6日） - 青山幸礼、郡上藩主（+ 1838年）
- 1811年 - エヴァリスト・ガロア、数学者（+ 1832年）
- 1825年 - ヨハン・シュトラウス2世、作曲家（+ 1899年）
- 1828年（文政11年9月17日） - 京極朗徹、丸亀藩主（+ 1882年）
- 1838年 - ジョルジュ・ビゼー、作曲家（+ 1875年）
- 1839年（天保10年9月19日） - 大関増徳、黒羽藩主（+ 1915年）
- 1843年 - グレープ・ウスペンスキー、小説家（+ 1902年）
- 1856年 - ドラグティン・ゴルヤノヴィッチ＝クランベルガー、地質学者、古生物学者、考古学者（+ 1936年）
- 1864年 - アレクサンドル・グレチャニノフ、作曲家（+ 1956年）
- 1867年（慶応3年9月28日） - 平沼騏一郎、政治家、第35代内閣総理大臣（+ 1952年）
- 1867年 - ユゼフ・ドヴブル＝ムシニツキ、軍人（+ 1937年）
- 1870年 - 小橋一太、官僚、政治家、第16代東京市市長（+ 1939年）
- 1871年 - マーティ・バーゲン、プロ野球選手（+ 1900年）
- 1873年 - 高見山酉之助、大相撲力士（+ 1924年）
- 1881年 - パブロ・ピカソ、画家（+ 1973年）
- 1888年 - リチャード・バード、探検家（+ 1957年）
- 1889年 - アベル・ガンス、映画監督（+ 1981年）
- 1889年 - スモーキー・ジョー・ウッド、野球選手（+ 1985年）
- 1890年 - 田中耕太郎、法学者、第2代最高裁判所長官（+ 1974年）
- 1891年 - チャールズ・カフリン、カトリック神父（+ 1979年）
- 1893年 - レオニード・コハンスキ、ピアニスト（+ 1980年）
- 1894年 - 三遊亭金馬 (3代目)、落語家（+ 1964年）
- 1895年 - レヴィ・エシュコル、政治家、イスラエル首相（+ 1969年）
- 1902年 - 三浦光雄、撮影技師（+ 1956年）
- 1905年 - 稲川東一郎、高校野球指導者（+ 1967年）
- 1909年 - 土門拳、写真家（+ 1990年）
- 1910年 - 上島忠雄、UCC上島珈琲創業者・初代社長（+ 1993年）
- 1910年 - ウィリアム・ヒギンボーサム、物理学者（+ 1994年）
- 1910年 - 矢倉玉男、騎手、調教師（+ 没年不詳）
- 1911年 - 花森安治、編集者、ジャーナリスト（+ 1978年）
- 1911年 - 香月泰男、画家（+ 1974年）
- 1912年 - ミニー・パール、カントリーコメディエンヌ（+ 1996年）
- 1913年 - 遠藤ミマン、画家（+ 2004年）
- 1913年 - クラウス・バルビー、ドイツの親衛隊員（+ 1991年）
- 1914年 - 三好和夫、医師、神経筋疾患学者（+ 2004年）
- 1914年 - 上田正、元プロ野球選手（+ 1944年）
- 1915年 - イヴァン・ニーベン、数学者（+ 1999年）
- 1915年 - 増田順司、俳優、声優（+ 1989年）
- 1915年 - 石田光彦、元プロ野球選手（+ 1980年）
- 1917年 - リー・マクフェイル、アメリカンリーグ第5代会長（+ 2012年）
- 1918年 - デイヴィッド・オーズベル、心理学者（+ 2008年）
- 1921年 - ミハイ1世、元ルーマニア王国国王（+ 2017年）
- 1922年 - 近藤正雄、プロ野球選手（+ 1997年）
- 1923年 - ベアテ・シロタ・ゴードン、舞台芸術監督、フェミニスト、日本国憲法を起草したメンバー（+ 2012年）
- 1923年 - ボビー・トムソン、プロ野球選手（+ 2010年）
- 1924年 - ビリー・バーティ、映画俳優（+ 2000年）
- 1924年 - 町田博子、女優（+ 2010年）
- 1926年 - 上田三千夫、元騎手、調教師（+ 2002年）
- 1926年 - ガリーナ・ヴィシネフスカヤ、ソプラノ歌手（+ 2012年）
- 1927年 - ホルヘ・バジェ・イバニェス、政治家、第38代ウルグアイ大統領（+ 2016年）
- 1927年 - ローレンス・コールバーグ、心理学者（+ 1987年）
- 1928年 - ピーター・ナウア、計算機科学者（+ 2016年）
- 1928年 - アンソニー・フランシオサ、俳優（+ 2006年）
- 1929年 - 野呂田芳成、政治家（+ 2019年）
- 1931年 - 富島健夫、小説家（+ 1998年）
- 1931年 - 岡村喬生、オペラ歌手、俳優（+ 2021年）
- 1931年 - アニー・ジラルド、女優（+ 2011年）
- 1932年 - 岩崎加根子、女優
- 1935年 - ラッセル・シュウェイカート、アポロ9号の飛行士
- 1935年 - 井上忠行、元プロ野球選手、プロ野球審判員（+ 2007年）
- 1936年 - 野沢雅子、声優
- 1937年 - 立木義浩、写真家
- 1939年 - ゼルモ・ビーティ、元バスケットボール選手（+ 2013年）
- 1941年 - アン・タイラー、小説家
- 1942年 - 日野皓正、トランペッター
- 1944年 - ジョン・アンダーソン、ミュージシャン（イエス）
- 1945年 - キートン山田、元声優、元ナレーター
- 1945年 - 宮崎学、作家（+ 2022年）
- 1946年 - 山本浩二、元プロ野球選手、プロ野球監督
- 1947年 - 大和田伸也、俳優、声優、ナレーター
- 1947年 - グレン・ティプトン、ミュージシャン
- 1948年 - ダン・イッセル、元バスケットボール選手
- 1948年 - デイブ・コーウェンス、元バスケットボール選手
- 1948年 - en:Dan Gable、レスリング選手
- 1953年 - 池毅、作曲家
- 1953年 - 新田たつお、漫画家
- 1954年 - 金沢明子、民謡歌手
- 1954年 - マイク・エルジオーニ、アイスホッケー選手
- 1955年 - 土建屋よしゆき、タレント（+ 2014年）
- 1956年 - 長谷千恵子、元サッカー選手
- 1957年 - 宇都宮隆、ミュージシャン（TM NETWORK）
- 1957年 - 大仁田厚、政治家、プロレスラー、タレント
- 1957年 - 千里馬啓徳、元プロボクサー、第34代日本ミドル級王者
- 1957年 - ナンシー・カートライト、女優
- 1957年 - en:Bernard Hogan-Howe、ロンドン警視庁警視総監
- 1958年 - グレグ・ペイジ、プロボクサー
- 1958年 - コルネリア・エンダー、競泳選手
- 1959年 - ラッキィ池田、振付師
- 1959年 - 菅沼孝三、ミュージシャン、ドラマー（+ 2021年）
- 1960年 - 三浦智子、ファッションモデル
- 1960年 - 三代目桂枝三郎、落語家
- 1960年 - 吉田博之、元プロ野球選手
- 1961年 - 石住昭彦、舞台俳優、声優
- 1961年 - 志田ただし、アニメーター
- 1961年 - チモ・バヨ、ミュージシャン、ディスコDJ
- 1961年 - チャド・スミス、ミュージシャン（レッド・ホット・チリ・ペッパーズ）
- 1962年 - 伊藤史隆、アナウンサー
- 1962年 - 河原千恵子、小説家
- 1962年 - 中川智正、元オウム真理教幹部、元死刑囚（+ 2018年）
- 1963年 - メリンダ・マックグロウ、女優
- 1963年 - トレイシー・ネルソン、女優
- 1964年 - 恩田陸、作家
- 1964年 - 石井丈裕、元プロ野球選手
- 1964年 - ケビン・マイケル・リチャードソン、俳優
- 1964年 - マイケル・ボートマン、俳優
- 1964年 - ニコル(en:Nicole (German singer))、歌手
- 1965年 - チャールズ・スキャッグス、プロレスラー
- 1965年 - マチュー・アマルリック、俳優、映画監督
- 1966年 - ペリー・サターン、プロレスラー
- 1967年 - 﨑山龍男、ミュージシャン（スピッツ）
- 1967年 - 松本大洋、漫画家
- 1969年 - 立洸熊五郎、元大相撲力士
- 1969年 - 飯島順子、女優
- 1969年 - シモーネ・コッホ、フィギュアスケート選手
- 1969年 - オレグ・サレンコ、サッカー選手
- 1970年 - ピーター・アーツ、キックボクサー
- 1970年 - 関口英司、声優
- 1970年 - アダム・ゴールドバーグ、俳優
- 1970年 - 松本和弘、元プロ野球選手
- 1971年 - 五嶋みどり、ヴァイオリニスト
- 1971年 - ペドロ・マルティネス、元プロ野球選手
- 1971年 - ロージー・レデット、アコーディオン奏者、歌手
- 1971年 - アテナ・チュー、女優
- 1971年 - 敷田直人、プロ野球審判員
- 1972年 - 内田さゆり、元女優
- 1972年 - 葉君璋、元野球選手
- 1972年 - 北村裕子、歌手
- 1973年 - まるも亜希子、声優
- 1973年 - 田村修、アナウンサー
- 1973年 - 小笠原道大、元プロ野球選手
- 1973年 - 高根澤力、元野球選手
- 1974年 - 北野正人、ミュージシャン（day after tomorrow、ストロボ、LUV K RAFT）
- 1974年 - 李炳圭、元プロ野球選手
- 1975年 - N∀OKI（ナオキ）、ミュージシャン（ロットングラフティー）
- 1976年 - 上田たかゆき、アナウンサー
- 1976年 - 紗池晃久、漫画家
- 1976年 - アントン・シハルリドゼ、フィギュアスケート選手
- 1977年 - 花田真人、元プロ野球選手
- 1977年 - アルケミスト、音楽プロデューサー
- 1977年 - ビルギット・プリンツ、元サッカー選手
- 1977年 - MASAYA、ミュージシャン（元Retro G-Style）（+ 2011年）
- 1978年 - 高樹マリア、女優
- 1978年 - ヨスバニ・ペラサ、野球選手
- 1978年 - 安英学、元サッカー選手
- 1978年 - 吉見宏明、元プロ野球選手
- 1979年 - 片山智彦、アナウンサー
- 1979年 - ゆうぞう、ものまねタレント
- 1979年 - 土井川真二、ボブスレー選手
- 1979年 - 喜田剛、元プロ野球選手
- 1979年 - サラ・トンプソン、女優
- 1979年 - ミレーナ・ルッカ、モデル
- 1979年 - バット・フォー・ラッシーズ、シンガーソングライター
- 1980年 - 伊東幸子、アナウンサー
- 1980年 - 富樫和大、元プロ野球選手
- 1980年 - 佐藤二朗、元プロ野球選手
- 1981年 - 山内総一郎、ミュージシャン（フジファブリック）
- 1981年 - 武田直人、声優
- 1981年 - 青山博一、オートバイレーサー
- 1981年 - 鈴木伸太朗、元野球選手
- 1981年 - ホラニ龍コリニアシ、元ラグビー選手
- 1981年 - ショーン・ライト＝フィリップス、元サッカー選手
- 1982年 - デロリアン林、お笑い芸人（エル・カブキ）
- 1983年 - JUN、ファッションモデル
- 1983年 - 安田邦祐、お笑いタレント（コマンダンテ）
- 1983年 - 瑶子女王、皇族、寬仁親王家の次女
- 1983年 - 秋元優里、元アナウンサー
- 1983年 - 梅田浩、元プロ野球選手
- 1983年 - 千葉英貴、元プロ野球選手
- 1984年 - 深町亮介、元プロ野球選手
- 1984年 - ケイティ・ペリー、シンガーソングライター
- 1984年 - Sara Lumholdt（英語版）、ミュージシャン（A*Teens）
- 1984年 - チャカ、ダンサー（REAL AKIBA BOYZ)
- 1985年 - YVE、歌手
- 1985年 - シアラ、歌手、モデル、ダンサー
- 1985年 - 長谷川ゆかり、ベーシスト（元Whiteberry）
- 1985年 - 高垣彩陽、声優、歌手
- 1986年 - 後藤史、元サッカー選手、指導者
- 1986年 - エリザベータ、お笑いタレント
- 1986年 - 河野良祐、お笑いタレント（元令和喜多みな実）
- 1986年 - 地村俊也、カメラマン
- 1987年 - 大西正樹、元プロ野球選手
- 1987年 - 渡辺志穂、タレント（元AKB48）
- 1987年 - 村中恭兵、元プロ野球選手
- 1987年 - ファビアン・ハンビューヘン、体操選手
- 1987年 - ダロン・ギブソン、サッカー選手
- 1987年 - 桜葉星菜。、クリエイター
- 1988年 - 安孫子充裕、陸上競技選手
- 1988年 - 髙野麻美、声優
- 1988年 - チャンドラー・パーソンズ、バスケットボール選手
- 1988年 - 前田綾香、声優
- 1989年 - 高田将司、タレント
- 1989年 - DJみそしるとMCごはん、ミュージシャン
- 1989年 - 益田直也、プロ野球選手
- 1989年 - 大津一貴、元サッカー選手
- 1989年 - レジェンヌ・マレ、フィギュアスケート選手
- 1990年 - 薬丸翔、俳優
- 1990年 - 笠川永太、元サッカー選手
- 1991年 - 金井史更、俳優
- 1991年 - 愛川こずえ、ネットアイドル（でんぱ組.inc、元DANCEROID）
- 1991年 - 三浦康暉、アナウンサー
- 1991年 - ヒロド歩美、アナウンサー
- 1991年 - 三木亮、元プロ野球選手
- 1993年 - 黒木千晶、アナウンサー
- 1993年 - レイチェル・マシューズ、女優
- 1993年 - ミア・ゴス、女優
- 1994年 - 西本りみ、声優
- 1994年 - 太田将熙、俳優
- 1994年 - 千歳ゆう、女優
- 1995年 - タナベエミ、歌手（元中野風女シスターズ/風男塾(草歌部宙名義)、少年秘密倶楽部(YAMI名義)）
- 1995年 - 與那城奨、アイドル（JO1）
- 1996年 - 岩﨑名美、女優、ファッションモデル、タレント
- 1996年 - 古川琴音、女優
- 1996年 - 戸田拓也、バレーボール選手
- 1996年 - 朝日梨帆、元タレント
- 1997年 - 野田夢乃、ラグビー選手
- 1997年 - フェデリコ・キエーザ、サッカー選手
- 1998年 ‐ るぅと、作詞家、作曲家（すとぷり）
- 1998年 ‐ Lee Know、アイドル (Stray Kids)
- 1998年 - 山ノ井拓己、プロサッカー選手
- 1998年 - 坂本侑翼、ラグビー選手
- 1999年 - 吉川日菜子、女優、タレント
- 1999年 - 蟹沢萌子、アイドル（≠ME）
- 2000年 - えな、YouTuber（むくえな）
- 2000年 - 板垣瑞生、俳優（+ 2025年）
- 2000年 - 大塚海渡、騎手
- 2001年 - 下江梨菜、タレント
- 2001年 - 古長谷千博、プロサッカー選手
- 2001年 - 川瀬あやめ、元アイドル（元ukka）
- 2001年 - エリザベート・ド・ベルジック、ベルギー王女
- 2001年 - チョン・ホヒョン、プロアイスホッケー選手
- 2003年 - 西川怜、アイドル（元AKB48）
- 2006年 - 松下舞琳、女流棋士
- 生年不詳 - 安澄純、声優、俳優、ナレーター、DJ
- 生年不詳 - 伊月ゆい、声優
- 生年不詳 - 岩瀬周平、声優
- 生年不明 - 金子誠[6]、声優
- 生年不詳 - 神梛めい、声優
- 生年不明 - 佐々木亜紀、声優
- 生年不詳 - 鳴海アミヤ、声優
- 生年不詳 - 松元菜々海、声優
- 生年不詳 - 月山可也、漫画家
- 生年不詳 - 大和田彩可[7]、気象予報士

## 忌日
- 286年 - クリスピヌスとクリスピニアヌス
- 686年（朱鳥元年10月3日） - 大津皇子、天武天皇の皇子（* 663年）
- 686年（朱鳥元年10月3日） - 山辺皇女、大津皇子の妃（* 663年?）
- 1074年（承保元年10月3日） - 藤原彰子、一条天皇の皇后（* 988年）
- 1154年 - スティーブン、イングランド王（* 1096年頃）
- 1400年 - ジェフリー・チョーサー、詩人（* 1343年頃）
- 1495年 - ジョアン2世、ポルトガル王（* 1455年）
- 1497年（明応6年9月30日） - 足利成氏、室町幕府最後の鎌倉公方、初代古河公方（* 1434年）
- 1647年 - エヴァンジェリスタ・トリチェリ、物理学者（* 1608年）
- 1676年 - ユーストゥス・ゲオルク・ショッテル、言語学者（* 1612年）
- 1705年（宝永2年9月8日） - 徳川頼職、第4代和歌山藩主、徳川吉宗の兄（* 1680年）
- 1712年（正徳2年9月25日） - 大久保忠朝、江戸幕府老中、小田原藩主（* 1632年）
- 1732年 - アンドレア・ブルストロン（英語版）、木彫刻家（* 1662年）
- 1733年 - ジョヴァンニ・ジェローラモ・サッケーリ、数学者（* 1667年）
- 1752年（宝暦2年9月19日） - 月光院、徳川家宣の側室（* 1685年）
- 1757年 - アントン・シュトゥルム（英語版）、彫刻家（* 1690年）
- 1758年（宝暦8年9月24日） - 市川團十郎 (2代目)、歌舞伎役者（* 1688年）
- 1760年 - ジョージ2世、イギリス・ハノーヴァー朝第2代国王（* 1683年）
- 1761年 - ジョアッキーノ・コンティ、歌手（* 1714年）
- 1787年 - パスクアーレ・カファロ（イタリア語版）、作曲家（* 1715年）
- 1795年 - フランチェスコ・アントニオ・ウッティーニ、作曲家（* 1723年）
- 1806年 - ヘンリー・ノックス、政治家、初代アメリカ合衆国陸軍長官（* 1750年）
- 1822年（文政5年9月11日） - 上杉治広、第10代米沢藩主（* 1764年）
- 1826年 - フィリップ・ピネル、精神医学者（* 1745年）
- 1847年（道光27年9月17日） - 尚育、琉球国王（* 1813年）
- 1861年 - フリードリヒ・カール・フォン・サヴィニー、法学者（* 1779年）
- 1881年 - トーマス・マイケル・グリーンハウ（英語版）、外科医、疫学者（* 1792年）
- 1891年 - 久邇宮朝彦親王、皇族（* 1824年）
- 1892年 - キャロライン・ハリソン（英語版）、音楽教師、第23代米国大統領ベンジャミン・ハリソン夫人（* 1832年）
- 1895年 - チャールズ・ハレ、ピアニスト、指揮者（* 1819年）
- 1902年 - フランク・ノリス、小説家（* 1870年）
- 1910年 - ウィリー・アンダーソン、ゴルファー（* 1879年）
- 1916年 - ウィリアム・メリット・チェイス、画家（* 1849年）
- 1917年 - ハンス・オルデ、画家（* 1855年）
- 1920年 - アレクサンドロス1世、ギリシャ王（* 1893年）
- 1921年 - バット・マスターソン、ガンマン、保安官（* 1856年）
- 1922年 - オスカー・ヘルトヴィヒ（英語版）、発生学者、動物学者（* 1849年）
- 1925年 - 真下飛泉[8]、歌人、作詞家（* 1878年）
- 1926年 - チャールズ・マリオン・ラッセル、画家（* 1864年）
- 1941年 - ロベール・ドローネー、画家（* 1885年）
- 1944年 - 関行男、戦闘機パイロット（* 1921年）
- 1945年 - ロベルト・ライ、ドイツ労働戦線指導者（* 1890年）
- 1946年 - 原口統三、詩人（* 1927年）
- 1947年 - ヴィクター・ブルワー＝リットン、インド総督、リットン調査団団長（* 1876年）
- 1951年 - アメリー・ドルレアン、ポルトガル王カルロス1世の妃（* 1865年）
- 1952年 - セルゲイ・ボルトキエヴィチ、作曲家（* 1877年）
- 1955年 - 佐々木禎子、被爆者（* 1943年）
- 1956年 - リスト・リュティ、フィンランド大統領（* 1889年）
- 1957年 - アンリ・ヴァン・デ・ヴェルデ、建築家（* 1863年）
- 1957年 - ロード・ダンセイニ、作家（* 1878年）
- 1957年 - アルバート・アナスタシア、ギャングスタ（* 1902年）
- 1960年 - ヘンリー・ファーガソン（英語版）、機械工、発明家、ファーガソンP99（英語版）開発者（* 1884年）
- 1963年 - 渋沢敬三、第16代日本銀行総裁、実業家、民俗学者（* 1896年）
- 1963年 - ロジェ・デゾルミエール、指揮者（* 1898年）
- 1965年 - ハンス・クナッパーツブッシュ、指揮者（* 1888年）
- 1968年 - 村岡花子、翻訳家、児童文学者（* 1893年）
- 1971年 - フィリップ・ワイリー、脚本家、小説家、作家（* 1971年）
- 1971年 - 立野信之、小説家（* 1903年）
- 1972年 - チャールズ・ウィロビー、軍人（* 1892年）
- 1972年 - ノーマン・ノレル（英語版）、ファッションデザイナー（* 1900年）
- 1973年 - クレオナ・ムーア（英語版）、女優（* 1929年）
- 1973年 - アベベ・ビキラ、マラソン選手（* 1932年）
- 1975年 - 郷倉千靱、日本画家（* 1892年）
- 1976年 - メアリー・ヘイスティングス・ブラッドリー（英語版）、作家（* 1882年）
- 1976年 - アントニン・レーモンド、建築家（* 1888年）
- 1976年 - レーモン・クノー、詩人、小説家（* 1903年）
- 1976年 - 小林千代子、歌手（* 1910年）
- 1977年 - 稲垣足穂、小説家、詩人（* 1900年）
- 1979年 - 中田軍治、漫才師（Wヤング）（* 1937年）
- 1980年 - ヴァージル・フォックス、オルガニスト（* 1912年）
- 1982年 - 逢沢寛、政治家（* 1888年）
- 1983年 - 加藤大岳、易占研究者（* 1907年）
- 1983年 - 土橋啓二、作曲家、指揮者（* 1921年）
- 1984年 - 大石重成、鉄道技術者（* 1906年）
- 1985年 - 物集高量、国文学者（* 1879年）
- 1986年 - カルル・ブルックナー、児童文学作家（* 1906年）
- 1987年 - ジェラルド・ピアソン、物理学者（* 1905年）
- 1988年 - 杉本悌二郎、実業家、元ノリタケカンパニーリミテド社長（* 1921年）
- 1989年 - メアリー・マッカーシー、作家、批評家（* 1912年）
- 1990年 - 武田孟、教育者、元明治大学学長、札幌大学学長、野球殿堂（* 1896年）
- 1993年 - ヴィンセント・プライス、俳優（* 1911年）
- 1993年 - ダニー・チャン、歌手、俳優（* 1958年）
- 1995年 - ボビー・リッグス、テニス選手（* 1918年）
- 1995年 - ヴィヴェカ・リンドフォース、女優（* 1920年）
- 1997年 - 尾崎喜代房、政治家、元奈良県天理市長（* 1919年）
- 1998年 - 久野忠治、政治家、第32代郵政大臣（* 1910年）
- 1998年 - 寺前武雄、政治家、元北海道北見市長（* 1913年）
- 1998年 - スーザン・ストレンジ、国際政治経済学者（* 1923年）
- 1998年 - ウォーレン・ウィービー、歌手（* 1953年）
- 1999年 - 服部毅一、政治家、元静岡県焼津市長（* 1917年）
- 1999年 - ペイン・スチュワート、プロゴルファー（* 1957年）
- 2000年 - 春木榮、実業家、元富士フイルム株式会社社長（* 1899年）
- 2001年 - 松平頼則、作曲家（* 1907年）
- 2001年 - 鯖田豊之、歴史学者、評論家、京都府立医科大学名誉教授（* 1926年）
- 2001年 - マーヴィン・ハリス、文化人類学者、フロリダ大学名誉教授（* 1927年）
- 2002年 - ルネ・トム、数学者（* 1923年）
- 2002年 - リチャード・ハリス、俳優（* 1930年）
- 2002年 - 石井紘基、政治家（* 1940年）
- 2006年 - 千乃裕子、千乃正法代表（* 1934年）
- 2008年 - ジェラルド・ダミアーノ、ポルノ映画監督（* 1928年）
- 2010年 - 河瀬断魚、書家（* 1929年）
- 2013年 - 岩谷時子、作詞家（* 1916年）
- 2013年 - 明日香、シンガーソングライター (*1963年)
- 2016年 - 春野百合子(2代)、浪曲師（* 1927年）
- 2016年 - カルロス・アウベルト、元サッカー選手、指導者（* 1944年）
- 2016年 - 杉浦文夫、経済評論家（* 1958年）
- 2017年 - 遠藤賢司、音楽家（* 1947年）
- 2018年 - 愛田武、実業家（* 1940年）
- 2020年 - ロザンナ・カルテリ、オペラソプラノ歌手（* 19308）
- 2023年 - ズデニェク・マーツァル、指揮者（* 1936年）

## 記念日・年中行事
- 世界パスタデー
1995年のこの日にイタリアで世界パスタ会議が開催されたことを記念。EUやイタリアパスタ製造業者連合会などが合同でパスタの販売促進キャンペーンを行っている。
- 台湾光復節（ 中華民国）
1945年のこの日、日本の統治下にあった台湾を中華民国が接収した。（台湾光復）
- 共和国記念日（ カザフスタン）
1990年のこの日、カザフ・ソビエト社会主義共和国最高会議が国家主権宣言を採択したことを記念。
- 軍隊記念日（ ルーマニア）
1944年のこの日、ルーマニア軍が北部のカレイを解放し、ルーマニア全土の解放が達成されたことを記念。
- 憲法記念日（ リトアニア）
1992年のこの日、リトアニア共和国憲法が国民投票にて承認されたことを記念。
- 独島の日（ 韓国）
大韓帝国が1900年10月25日に独島を管轄地域に指定したことにちなむ。
- バスクの日（ バスク州）
自治州政府の行政機構を定めた地方自治憲章（ゲルニカ憲章）が1979年10月25日の国民投票で承認され、現在の自治州政府が確立したことを記念。
- 産業観光の日（ 日本）
名古屋商工会議所文化委員会が制定。2001年のこの日に名古屋で産業観光サミットが開催されたことを記念。
- 民間航空記念日（ 日本）
戦後最初の国内民間航空会社として設立された日本航空が、1951年10月25日に一番機のマーチン202型機「もく星号」で東京 - 大阪 - 福岡間の運航を開始したことを記念。
- リクエストの日
1936年10月25日にベルリンのドイツ放送でラジオのリクエスト番組が始まった事にちなんで作られた記念日。